# La Pluie (court métrage)
Pour plus de détails, voir Fiche technique et Distribution.
La Pluie est un film d'animation de court métrage polonais réalisé par Piotr Milczarek et sorti en 2019.

## Fiche technique
- Titre original : Deszcz
- Réalisation : Piotr Milczarek
- Scénario : Piotr Milczarek
- Décors : Piotr Milczarek
- Costumes :
- Animation : Piotr Milczarek
- Photographie :
- Montage : Mariusz Kus
- Musique : Blazej Kafarski
- Producteur : Piotr Furmankiewicz et Mateusz Michalak
- Sociétés de production : Fumi
- Société de distribution : Fumi
- Pays d'origine :  Pologne
- Langue originale : polonais
- Format : couleur
- Genre : Animation
- Durée : 5 minutes
- Dates de sortie :
  -  France : 10 juin 2019 (Annecy 2019)

## Distinction
Il remporte le prix Jean-Luc Xiberras de la première œuvre à l'édition 2019 du festival international du film d'animation d'Annecy.